# 科学探索奖
科学探索奖（英語：Xplorer Prize）是一个2018年设立的科学技术奖项，由腾讯公司董事会主席兼首席执行官、腾讯基金会发起人马化腾与饶毅、杨振宁、毛淑德、何华武、邬贺铨、李培根、陈十一、张益唐、施一公、高文、谢克昌、程泰宁、谢晓亮、潘建伟等科学家共同发起。获奖人需为45周岁及以下的青年科技工作者，奖金为每人300万元，分5年发放。

## 得主

### 第一届
数学物理学：
1. 陈宇翱 男 中国科学技术大学
2. 刘江来 男 上海交通大学
3. 刘若川 男 北京大学
4. 万贤纲 男 南京大学
5. 王亚愚 男 清华大学

生命科学：
1. 陈学伟 男 四川农业大学
2. 李毓龙 男 北京大学
3. 刘颖 女 北京大学
4. 宋保亮 男 武汉大学
5. 王宏伟 男 清华大学
6. 颉伟 男 清华大学

天文和地学：
1. 付巧妹 女 中国科学院古脊椎动物与古人类研究所
2. 高翔 男 中国科学院海洋研究所
3. 刘继峰 男 中国科学院国家天文台
4. 施勇 男 南京大学
5. 汪毓明 男 中国科学技术大学

化学新材料
1. 陈鹏 男 北京大学
2. 马丁 男 北京大学
3. 王晓晨 男 南开大学
4. 王训 男 清华大学
5. 游书力 男 中国科学院上海有机化学研究所
6. 郑南峰 男 厦门大学

信息电子
1. 陈云霁 男 中国科学院计算技术研究所
2. 黄罡 男 北京大学
3. 山世光 男 中国科学院计算技术研究所
4. 吴华强 男 清华大学
5. 杨帆 男 清华大学
6. 杨玉超 男 北京大学

能源环保
1. 巩金龙 男 天津大学
2. 刘全有 男 中国石油化工股份有限公司
3. 刘玮书 男 南方科技大学
4. 王书肖 女 清华大学
5. 袁浩然 男 中国科学院广州能源研究所
6. 周欢萍 女 北京大学

先进制造
1. 高亮 男 华中科技大学
2. 王东 男 海军工程大学
3. 张阿漫 男 哈尔滨工程大学
4. 张晨辉 男 清华大学
5. 周欣（英语：Xin Zhou (MRI scientist)） 男 中国科学院武汉物理与数学研究所

交通建筑
1. 邓自刚 男 西南交通大学
2. 樊健生 男 清华大学
3. 陆新征 男 清华大学
4. 徐赵东 男 东南大学
5. 杨俊宴 男 东南大学

前沿交叉
1. 郭少军 男 北京大学
2. 郭雪峰 男 北京大学
3. 李栋 男 中 国科学院生物物理研究所
4. 李铁风 男 浙江大学
5. 蒋兴宇 男 南方科技大学
6. 陆朝阳 男 中国科学技术大学

### 第二届
第二届科学探索奖2020年颁发，获奖者有：
数学物理学：
1. 何旭华 男 香港中文大学
2. 刘钢 男 华东师范大学
3. 鲁巍 男 清华大学
4. 郁昱 男 上海交通大学
5. 张靖 男 山西大学
6. 张远波 男 复旦大学

生命科学：
1. 陈玲玲 女 中国科学院分子细胞科学卓越创新中心
2. 黄志伟 男 哈尔滨工业大学
3. 鲁伯埙 男 复旦大学
4. 王二涛 男 中国科学院分子植物科学卓越创新中心
5. 朱听 男 清华大学

天文和地学：
1. 东苏勃 男 北京大学
2. 胡清扬 男 北京高压科学研究中心
3. 李婧 女 中国科学院紫金山天文台
4. 朴世龙 男 北京大学
5. 史大林 男 厦门大学
6. 魏勇 男 中国科学院地质与地球物理研究所

化学新材料
1. 陈兴 男 北京大学
2. 李昂 男 中国科学院上海有机化学研究所
3. 刘磊 男 清华大学
4. 刘智攀 男 复旦大学
5. 张杰鹏 男 中山大学

信息电子
1. 常超 男 西安交通大学
2. 黄芊芊 女 北京大学
3. 李学龙 男 西北工业大学
4. 李赞 女 西安电子科技大学
5. 谢涛 男 北京大学
6. 朱军 男 清华大学

能源环保
1. 傅尧 男 中国科学技术大学
2. 刘倩 男 中国科学院生态环境研究中心
3. 罗坤 男 浙江大学
4. 徐集贤 男 中国科学技术大学
5. 颜河 男 香港科技大学
6. 周福宝 男 中国矿业大学

先进制造
1. 陈焱 女 天津大学
2. 黄永安 男 华中科技大学
3. 王开云 男 西南交通大学
4. 王立平 男 中国科学院宁波材料技术与工程研究所
5. 王钻开 男 香港城市大学

交通建筑
1. 陈求稳 男  水利部交通运输部国家能源局南京水利科学研究院
2. 洪锦祥 男 江苏省建筑科学研究院有限公司
3. 林波荣 男 清华大学
4. 聂鑫 男 清华大学
5. 魏运 男 北京城建设计发展集团股份有限公司

前沿交叉
1. 彭承志 男  中国科学技术大学
2. 宋柏 男 北京大学
3. 杨越 男 北京大学
4. 张立源 男 南方科技大学
5. 周斌 男 中国科学院分子细胞科学卓越创新中心
6. 朱嘉 男 南京大学